# Sliedrecht
Sliedrecht – gmina w Holandii, w prowincji Holandia Południowa.